# TDX
TDX는 대한민국에서 개발한 전화 교환기로서 1982년 세계에서 10번째로 개발에 성공한 한국형 전전자교환기(Digital Electronic Switching System)를 말한다. TDX-1X (최초 국산 교환기), TDX-1A(농어촌용), TDX-1B(중소도시형), TDX-10(대용량 교환기), TDX-10A(ISDN, PSTN 겸용 교환기)등의 시리즈가 있다. 1981년부터 총1,500억원이 투입되었다. 1998년 HANBit ATM(Asynchronous Transfer Mode)교환기를 끝으로 연구개발은 종료되었다.

## 연구개발 참여 기관
한국전기통신공사(현 KT), 전기통신기술연구소(현 ETRI), 교환기 생산업체는 금성통신(현 LG전자), 삼성, OPC, 대한통신 등이 참여하였다.

## 연혁
- 1981년 국산전전자교환기개발 기본계획 수립(체신부)
- 1982년 7월 26일 경기도 용인시 송전에 TDX-1X 시험운용(한국통신)
- 1986년 3월 14일 TDX-1A 개통
- 1989년 1월 10일 TDX-1B 개발완료 및 공급 시작
- 1991년 7월 26일 TDX-10 공급 시작
- 1995년 2월 27일 TDX-10 ISDN 교환기 개발
- 1998년 HANBit ATM 교환기 개발